# غانيشا بورانا

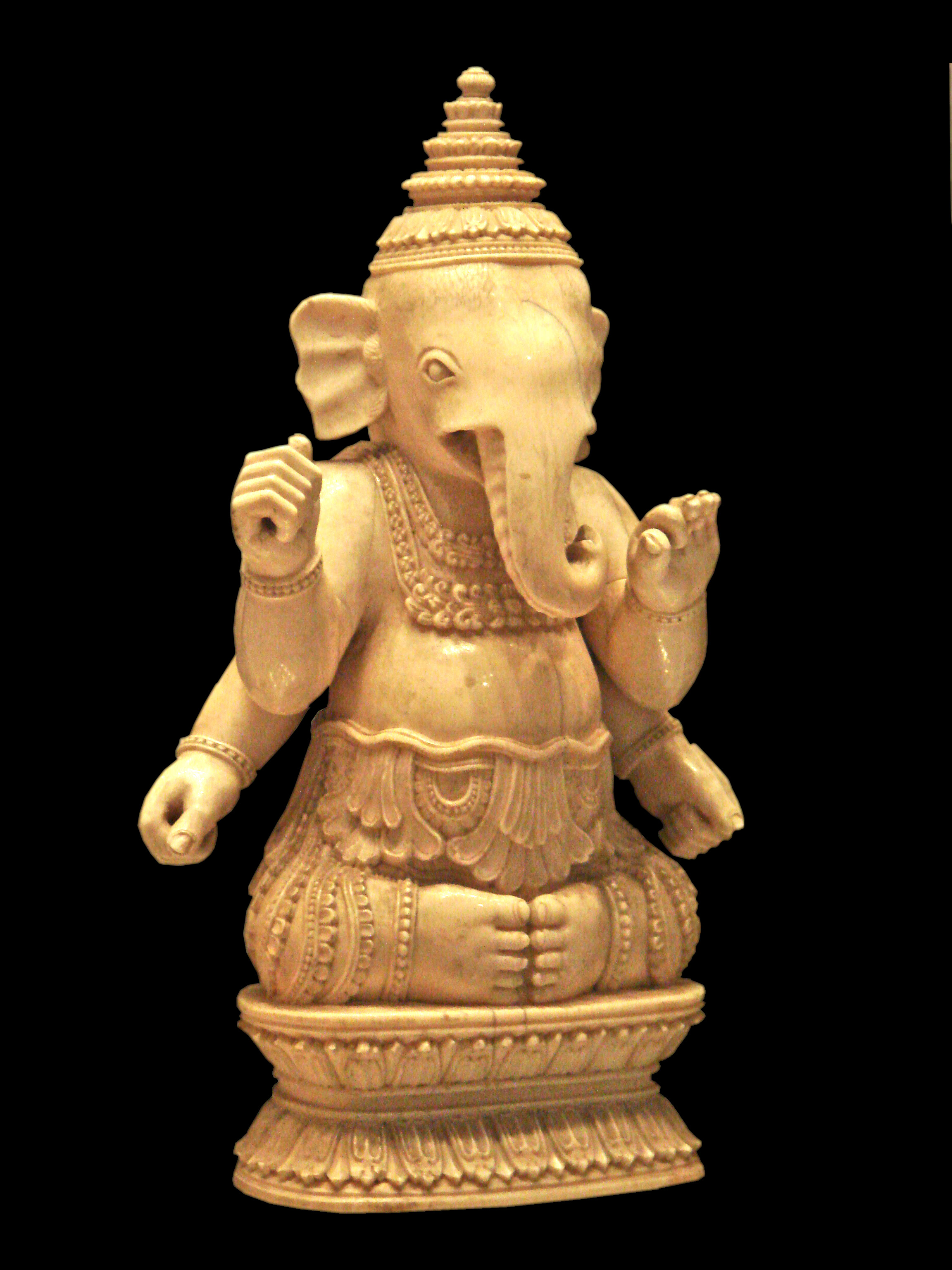
يعرض النص أساطير وصفات الإله الهندوسي غانيشا.

غانيشا بورانا (بالسنسكريتية: गणेश पुराणम्) هو نص سنسكريتي موضوعه الرئيسي هو الإله الهندوسي غانيشا (Gaṇeśa). إنها (البورانا الصغرى) التي تشتمل على الأساطير، ونشأة الكون، وعلم الأنساب، والاستعارات، واليوغا، واللاهوت، والفلسفة المتعلقة بغانيشا.
يعتبر غانيشا بورانا نصًا مهمًا خاصة بالنسبة لطائفة الغاناباتيا (Gāṇapatya)، الذين يعتبرون غانيشا إلههم الرئيسي.

## معلومات المراجع
- Brown، Robert L. (1991). Ganesh: Studies of an Asian God. Albany: State University of New York. ISBN:978-0-7914-0657-1.
- Bailey، Greg (1995). Ganeśapurāna: Introduction, translation, notes and index. Berlin: Otto Harrassowitz Verlag. ISBN:3-447-03647-8. مؤرشف من الأصل في 2022-12-09.
- Thapan، Anita Raina (1997). Understanding Gaņapati: Insights into the Dynamics of a Cult. New Delhi: Manohar Publishers. ISBN:978-81-7304-195-2.

## روابط خارجية
- Telugu version of Ganesha Purana ⟶ Upasana Khanda (without slokas) is available at: Vedagyana.info نسخة محفوظة 8 أغسطس 2019 على موقع واي باك مشين.